# Duel à la vodka
Pour plus de détails, voir Fiche technique et Distribution.
Duel à la vodka (Zwei Girls vom roten Stern) est une comédie franco-ouest-allemande de  Sammy Drechsel (de) et Marcel Ophüls, sortie en 1966.

## Synopsis
Le colonel Olga Nikolajevna et le commandant Anna Petrovna, deux officiers soviétiques de charme, sont envoyées à Genève pour assister à une conférence sur le désarmement. Mais là, la première tombe amoureuse d'un homologue américain, Dave O'Connor. Une idylle que leurs délégations respectives voient d'un très mauvais œil en ces temps de guerre froide.

## Fiche technique
- Titre français : Duel à la vodka ou Ces dames de l'étoile rouge
- Titre original : Zwei Girls vom roten Stern
- Réalisation : Sammy Drechsel (de) et Marcel Ophüls
- Scénario : Klaus Peter Schreiner, d'après un roman de Peter Norden
- Musique : Claude Vasor
- Sociétés de production :  Chronos Films -  Team-Film
- Pays de production :  France,  Allemagne de l'Ouest
- Langue d'origine : allemand
- Format : noir et blanc - 2,20:1 - 35 mm - Son mono
- Genre : Comédie
- Durée : 90 minutes
- Dates de sortie : 
  - Allemagne de l'Ouest - 25 février 1966
  - France - 25 janvier 1967

## Distribution
- Curd Jürgens (VF : Duncan Elliott) : Dave O'Connor
- Lilli Palmer (VF : Jacqueline Porel) : Olga Nikolajevna
- Kurt Meisel : Sapparov
- Stanislav Ledinek (VF : Henry Djanik) : Nikita Popovitch
- Helmuth Lange : Miller
- Anthony Steel : Mike Astor
- Ursula Noack (VF : Claire Guibert) : Mme Georgette
- Jürgen Scheller (VF : Jacques Thébault) : Gustave
- Hans Jürgen Diedrich (VF : Jacques Marin) : Honoré
- Edd Stavjanik : Koltchev
- Pascale Petit : Anna Petrovna
- Daniel Gélin : Ballard
- Peter Wehle (VF : Jacques Marin) : Travcinek, l'employé du train